# フジテレビZOO
フジテレビZOO（フジテレビズー）は、フジテレビジョン公式ウェブサイト内のオリジナルコンテンツ。フジテレビジョン制作スタッフによる情報発信・コンテンツ配信を行っている。2006年11月16日開始。
現在は、テレビプロデューサー、フジテレビジョン社員、番組内のアイドルなどが現場からの赤裸々な情報を、ブログで綴っている。PC・携帯両プラットフォームを対象としている。フジテレビジョンの一部ウェブサイトも、フジテレビZOOのブログサービスを使用。以前はライブドアのシステムを使用していたが現在は使われておらず、フジテレビ独自のシステムを利用している。

## ブログ
- さすらう犬の編集長生活

元フジテレビジョン編成制作局バラエティ制作センター部長の、吉田正樹が綴るブログ。内容は食生活や出会った人々との事が中心。吉田正樹はフジテレビZOOの編集長でもある
- きくちPの音組収録日記

フジテレビジョンバラエティー制作センター専任部長であり、「音組」のきくち伸が綴るブログ。「僕らの音楽」「新堂本兄弟」「HEY!HEY!HEY! MUSIC CHAMP」「FNS歌謡祭」「FACTORY」などの音楽番組を手がける。内容は収録の裏話など。
- 音組スタッフルーム（元 FNS歌謡祭 スタッフルーム）

「音組」のきくち伸を中心に「FNS歌謡祭」のスタッフによるブログ。内容は「2006 FNS歌謡祭」に向けての裏話。2007年3月7日、「2007 FNS歌謡祭」に向け「音組スタッフルーム」としてリニューアル。
- アイドリング!!!ブログ「煮詰まります!」

CS放送「フジテレビワンツーネクスト」ほかで展開中のアイドル育成番組「アイドリング!!!」に出演するアイドリング!!!メンバーの番組公式ブログ。過去のメンバー（10号・小林麻衣愛を除く）の分はそのまま残っている。
- 特濃シュミラン平松永研究室

フジテレビジョン営業局「特濃シュミラン」リサーチチームの平松美弥と、漫画家でもあるアターシャ松永によるブログ。シュミとマニアについて綴られている。
- クリPのドラマティックダイアリー

フジテレビジョンドラマ制作センター副部長の、栗原美和子によるブログ。タイトル「球体で逢いましょう」という、小説ブログと、ドラマ収録の裏話を綴る日記の二本立て。
- すずまいてんてこまいブログ

フジテレビジョンライツ開発局の新人（2006年11月当時）「すずまい」のブログ。グッズ開発・ボツネタなどが中心。時折、プライベートな話題もある。
- 少年タケシ編集長ブログ＜注：2008年3月現在休止中＞

フジテレビ公式サイト内のオリジナルコンテンツである、Webマガジン「少年タケシ」編集長の福原伸治が綴るブログ。
- TALKING MUSIC, LOVE MUSIC, 会社では誰も耳を傾けてくれない音楽猛者達の大きな独り言
フジテレビミュージック、フジメロの最新情報。音組スタッフルームブログに影響を受けている。

- トリアエズ エ カクヨ

フジテレビCS事業部「デジ絵の文法」に衝撃を受けた小池秀樹（コイケヒデキ）のイラスト製作過程ブログ。
- 美術Pは見た!～セット裏から見た制作ウラ話～
フジテレビジョン美術局の清水淳司プロデューサーの美術局裏話。

## アナマガ
アナマガはフジテレビZOOサービスを利用したブログ。アナマガPlusの無料の会員登録しなければ見ることができなかったが、2010年4月からアナマガPlusの会員登録は廃止となり、誰でも見ることができるようになった。
- 小野浩慈「横丁のおのはん」
- 吉崎典子「きょうのぬかどこ」
- 我ら、CXスポーツアナウンサー
- 梅津弥英子「ちょっと深呼吸」
- 冨田憲子「笑う門には冨きたる」
- 斉藤舞子「さくら舞うBlog」
- フジテレビアナウンサーのおうちごはん
- 木幡美子[1]、島田彩夏、山本麻祐子、森本さやか、遠藤玲子「SPICY★GIRLS」
- 福原直英「新・馬、そしてそれ以外も」
- 石本沙織「四季織々」
- 戸部洋子 「ちゅらちゅら日記〜なんくるないさ〜」→「Chura Chura Blog」
- 本田朋子、松尾翠、秋元優里（2006年入社）「ゆりともみどり」
- 生野陽子「陽気なサンシャインっ子」→「Sun Shine Blog」
- 加藤綾子「あやこ風」
- 椿原慶子「スーパー椿ニュース」
- 榎並大二郎「吾輩は、褐色である。-時代はまだきていない-」
- 松村未央、山中章子、立本信吾、福井慶仁（2009年入社）「なまむぎ なまごめ アナたまご」
- 細貝沙羅、山﨑夕貴、木下康太郎、谷岡慎一（2010年入社）「林檎たちのつぶやき」→「サラユキコウシン中」
- 竹内友佳、三田友梨佳、生田竜聖（2011年入社）「ゆかとゆりかとときどき?りゅうせい」
- 久代萌美、宮澤智、酒主義久（2012年入社）「Happy Go Smily」

## 終了したブログ
- 亀P秘書ナオコのつぶやきブログ－映画事業局長の亀山千広の秘書を務めるナオコが綴っていたブログ。
- 政井マヤ「マサイマヤ族」
- 森下知哉「現場魂」
- アイドリング!!!スタッフブログ「焦げつきます…」
- 高島彩 iRoDoRi
- 高橋真麻「Maasa☆World」
- 大島由香里「ユカリある☆ブログ」
- 加藤綾子、椿原慶子、榎並大二郎（2008年入社）「すもももももももものうち」
- 竹内友佳、三田友梨佳、生田竜聖（2011年入社）「2011年度入社新人アナウンサー研修日誌改め業務日誌」
- 高木広子「Hiroko's Happy Diary」
- 本田朋子、松尾翠、秋元優里、小穴浩司[1]（2006年入社）「よんとおりっ！」
- 久代萌美、宮澤智、酒主義久（2012年入社）「2012年度入社新人アナウンサー研修日誌」

## フジテレビZOOサービスを使用したウェブサイト
- ガリレオ研究室 帝都大学理工学部物理学科実験室
「フジテレビID」の無料会員登録しないと見ることができないソーシャル・ネットワーキング・サービス。